# Firefall (album)
| Recensione | Giudizio |
| ---------- | -------- |
| AllMusic   | [ 4 ]    |

Firefall è l'album d'esordio dell'omonimo gruppo musicale rock statunitense, pubblicato dalla casa discografica Atlantic Records nel maggio del 1976.

## Tracce

### LP
Lato A
1. It Doesn't Matter – 3:30 (Stephen Stills, Chris Hillman, Rick Roberts)
2. Love Isn't All – 4:10 (Larry Burnett)
3. Livin' Ain't Livin' – 3:40 (Rick Roberts)
4. No Way Out – 3:58 (Larry Burnett)
5. Dolphin's Lullaby – 4:23 (Rick Roberts)

Lato B
1. Cinderella – 3:47 (Larry Burnett)
2. Sad Ol' Love Song – 4:40 (Larry Burnett)
3. You Are the Woman – 2:40 (Rick Roberts)
4. Mexico – 4:10 (Rick Roberts)
5. Do What You Want – 3:54 (Larry Burnett)

## Formazione
- Jock Bartley – chitarra elettrica slide, chitarra acustica
- Jock Bartley – chitarra bigsby palm pedal (brano: Livin' Ain't Livin'), cori (brano: You Are the Woman)
- Larry Burnett – chitarra elettrica, chitarra acustica, chitarra ritmica, voce
- Larry Burnett – cori (brano: You Are the Woman)
- Rick Roberts – chitarra acustica, voce
- Rick Roberts – cori (brano: You Are the Woman)
- Mark Andes – basso
- Mark Andes – cori (brano: You Are the Woman)
- Michael Clarke – batteria
- Michael Clarke – cori (brano: You Are the Woman)

Altri musicisti
- David Muse – piano, clavinet, sintetizzatore, flauto, armonica
- David Muse – sassofono tenore (brano: Do What You Want)
- Joe Lala – congas, timbales, shakers, tambourine, finger cymbals
- Joe Lala – sand blocks (brano: Love Isn't All)
- Peter Graves – trombone (brano: Do What You Want)
- Whit Sidener – sassofono baritono (brano: Do What You Want)
- Ken Faulk – tromba (brani: Do What You Want e Mexico)

Note aggiuntive
- Jim Mason – produttore (Freeflow Productions)
- Registrazioni effettuate nel dicembre 1975 al Criteria Studio A di Miami, Florida (Stati Uniti)
- Karl Richardson – ingegnere delle registrazioni
- Michael Laskow – assistente ingegnere delle registrazioni
- George Marino – ingegnere mastering (Sterling Sound, New York City, N.Y.)
- Jock Bartley – progetto copertina album originale
- Ralph Wernli – illustrazione copertina frontale album originale
- David Gahr – foto retrocopertina album originale
- Bob Defrin – art director copertina album originale[5]

## Classifica
Album
| Anno | Classifica    | Posizione raggiunta |
| ---- | ------------- | ------------------- |
| 1976 | Billboard 200 | 28                  |